# Голубченко, Анатолий Константинович
Анатолий Константинович Голубченко (род. 6 июня 1950, Жданов, Донецкая область, Украинская ССР, СССР) — украинский государственный и политический деятель, кандидат технических наук. Временно исполняющий обязанности председателя Киевской городской государственной администрации (14.12.2013–25.01.2014)
Партия :Партия регионов (2003-2014гг)

## Биография
Родился 6 июня 1950 года в Жданове (ныне Мариуполь), Донецкая область.
В 1972 окончил Ждановский металлургический институт и пошёл работать на металлургическом комбинате им. Ильича (ММК им. Ильича) вальцовщиком.
Вернувшись со службы в армии 1974 года, снова пришёл на ММК, где работал до 1986 года сначала вальцовщиком, потом начальником смены, и начальником цеха.
В 1986 году переводится в Днепропетровск, где год работает главным прокатчиком отдела новой техники и технологий Министерства чёрной металлургии УССР.
В 1987—1991 годах — заместитель генерального директора комбината «Запорожсталь».
В 1991 переезжает в Киев, где работает сначала первым заместителем председателя Госкомитета Украины по металлургической промышленности, затем заместителем министра промышленности и министром промышленности Украины.
В 1994 году избирается в Верховную Раду II созыва (по избирательному округу в Бердянске). Член комиссии Верховной Рады по вопросам базовых отраслей и социально-экономического развития регионов[уточнить].
В августе 1997 года Валерий Пустовойтенко назначает его первым вице-премьером в своём правительстве. После отставки правительства Пустовойтенко в декабре 1999 года назначен первым заместителем председателя Фонда Госимущества Украины (ФГИУ).
В 1999—2001 годах научный консультант ОАО «Стахановский завод ферросплавов», в 2002—2006 годах председатель наблюдательного совета ОАО «Укрэлектроаппарат» в Хмельницком.
В августе 2006 года занял должность первого заместителя Киевского городского головы Леонида Черновецкого. Курирует работу основных отделов: топлива, энергетики и энергосбережения; по вопросам чрезвычайных ситуаций; по делам защиты населения от последствий аварии на ЧАЭС; по вопросам защиты прав потребителей; труда и занятости.
В декабре 2013 — январе 2014 года временно исполнял обязанности председателя Киевской городской государственной администрации (КГГА).

## Награды
- Орден князя Ярослава Мудрого V ст. (2012) — за значительный личный вклад в подготовку и проведение на Украине финальной части чемпионата Европы 2012 года по футболу, успешную реализацию инфраструктурных проектов, обеспечения правопорядка и общественной безопасности во время турнира, повышение международного авторитета Украинского государства, высокий профессионализм[4]
- Орден «За заслуги» И ст. (2010)[5], II ст. (2008)[6], III ст. (1998)[7]
- Заслуженный работник промышленности Украины (1995)[8]
- Лауреат Государственной премии Украины в области науки и техники (1994) — за разработку и внедрение новых технологических процессов производства прокатных валков и мукомольных вальцов высокой эксплуатационной надежности (в составе коллектива)[9]